# Ligaya Fernando-Amilbangsa
Ligaya Fernando-Amilbangsa est une danseuse et universitaire philippine connue pour ses études et sa promotion de la danse traditionnelle pangalay dans le sud des Philippines.
Elle s’est vu décerner en 2015 le Prix Ramon Magsaysay.

## Biographie
Ligaya Fernando-Amilbangsa est née en 1943, au sein d’une famille de Marikina, dans la région métropolitaine de Manille, aux Philippines. Son père est Gil Estanislao Fernando Sr., qui a été maire de Marikina pendant plusieurs années. Sa mère est pianiste. Enfant, elle fait partie d'une troupe de danse à son école et prend des cours de ballet à 8 ou 9 ans. Elle effectue des études supérieures en anglais à l'Université d'Extrême-Orient (Far Eastern University), où elle rencontre son futur mari. Elle se marie à celui-ci en 1964. Il est issu d’une des familles de l’ancien Sultanat de Sulu, à l’histoire mouvementée,.
Fernando-Amilbangsa se rend à Sulu en 1969. Elle assiste à une représentation de pangalay lors d'un mariage sur l'île de Jolo. Son mari l’initie aux spécificités culturelles, relativement méconnues, de ce territoire,. Elle reste sur place pendant quatre ans. Le pangalay est une forme de danse préislamique, pratiquée dans le sud des Philippines, notamment par les Bajau. Il se caractérise par des mouvements lents et hypnotiques. Au cours des trois décennies qui suivent sa visite à Sulu, elle étudie la culture de cette région des Philippines. Elle travaille comme artiste, chercheuse culturelle, éducatrice et porte-parole des arts autochtones de la région de Sulu. Elle crée plusieurs compagnies de danse et une méthode d'apprentissage du pangalay,.
Elle reçoit le Prix Ramon Magsaysay le 31 août 2015. 